# El Fahs
El Fahs o Fahs (àrab: الفحص, al-Faḥṣ) és una ciutat de Tunísia, situada uns 60 km al sud de Tunis i 35 km a l'oest de Zaghouan, a la governació del mateix nom. És capçalera d'una delegació. La municipalitat té una població de 19.350 habitants (2004) i la delegació de 44.930 habitants. La delegació és la més gran de la província i n'abraça tota la part occidental.

## Economia
La ciutat té una zona industrial però tota la regió encara té com a principal activitat l'agricultura (sobretot oliveres i cereals), amb un incipient turisme. Celebra mercat els dissabtes de cada setmana.
La prospecció petroliera d'El Fahs, concedida a la societat britànica Supex Limited, associada a l'Empresa Pública d'Activitats Petrolieres (ETAP) el febrer del 2007, abraça 3.116 km² i entra en terres de les divisions administratives de Béja i Siliana.

## Història
Durant el protectorat francès fou coneguda com a Pont-du-Fahs i fou teatre d'una batalla entre els aliats d'una banda, i els francesos de Vichy, alemanys i italians de l'altra, l'estiu del 1943 durant la Segona Guerra Mundial.
No gaire lluny, a uns 3 km, es troba el jaciment arqueològic de Thuburbo Majus, amb importants ruïnes romanes.

## Administració
Com a delegació o mutamadiyya, duu el codi geogràfic 16 54 (ISO 3166-2:TN-12) i està dividida en tretze sectors o imades:
- Banlieu d’El Fahs (16 54 51)
- Jouguar (16 54 52)
- Bir Magra (16 54 53)
- Oum El Abouab (16 54 54)
- Ouled Ezzouabi (16 54 55)
- El Fahs (16 54 56)
- Ed-Droua (16 54 57)
- El Ghrifet (16 54 58)
- Bent Saïdane (16 54 59)
- El Amiem Nord (16 54 60)
- El Amiem Sud (16 54 61)
- Oued El Khadhra (16 54 62)
- Telil Essalhi (16 54 63)

Al mateix temps, forma una municipalitat o baladiyya (codi geogràfic 16 15).

## Enllaços externs

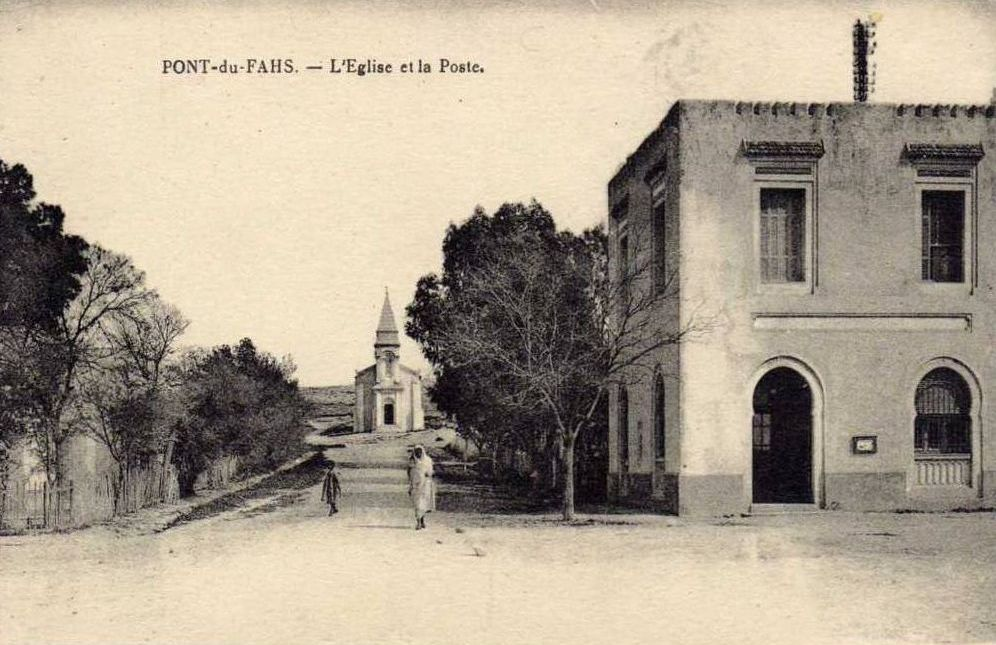
Imatge de l'església i caserna militar de Pont de Fahs(1940)